# سيدريك باردون
سيدريك باردون (بالفرنسية: Cédric Bardon) (15 أكتوبر 1976 في ليون) لاعب كرة قدم فرنسي يلعب حاليا في نادي الدرجة الأولى أنورثوسيس فاماغوستا القبرصي في مركز الجناح الأيمن .
بدأ مسيرته الرياضية في نادي ليون سنة 1986 ثم تم تصعيده إلى النادي الأول سنة 1992 . قرر الانتقال إلى نادي رين سنة 1998 ثم إلى نادي غينغان سنة 2001 ثم إلى نادي لوهافر يناير 2005 . وافق على الانتقال إلى نادي ليفسكي صوفيا البلغاري صيف سنة 2005 وشارك معه في بطولة كأس الاتحاد الأوروبي موسم 2005-2006 حيث سجل هدف فريقه الوحيد في مرمى نادي أوكسير حيث انتهت المباراة بالخسارة 1-2 . وفي الدور الربع النهائي قرر حكم الساحة الإنجليزي مايك رايلي طرده في المباراة التي كانت أمام نادي شالكه الألماني . ساهم في فوز نادي ليفسكي صوفيا ببطولة دوري الدرجة الأولى البلغاري لموسمين متتاليين 2005-2006 و2006-2007 وبطولة كأس بلغاريا موسم 2006-2007 . في يناير 2008 انتقل إلى نادي بني يهودا الإسرائيلي وفي صيف نفس السنة انتقل إلى نادي أنورثوسيس فاماغوستا مقابل 200 ألف دولار أمريكي .

## روابط خارجية
- سيدريك باردون على موقع قاعدة بيانات كرة القدم.إي يو (الإنجليزية)
- سيدريك باردون على موقع ليكيب (الفرنسية)
- سيدريك باردون على موقع عالم كرة القدم.نت (الإنجليزية)
- سيدريك باردون على موقع كووورة